# Gran llanura europea
La Gran llanura europea es una planicie de Europa, siendo el accidente geográfico libre de montañas más grande del continente, aunque un cierto número de pequeñas elevaciones se ubican en su interior. Se extiende desde la coyuntura de los Pirineos y del océano Atlántico, al oeste, hasta los montes Urales, al este. Esta planicie se divide en la llanura nordeuropea y la llanura europea oriental. La subdivisión es un tema histórico, en lugar de geomorfológico: la parte rusa de la llanura de Europa oriental es también conocida como la llanura rusa, que cubre casi en su totalidad la parte europea de la Federación Rusa (Rusia europea). 
En Europa occidental, la llanura es relativamente estrecha (generalmente alrededor de 300 km) mientras que al norte del continente se ensancha significativamente hacia su parte oriental, en Rusia Occidental. Al lado de la gran llanura hay varias otras llanuras como la Llanura Panónica, en torno a Hungría; la  Llanura Padana, que se encuentra en el valle del río Po, y las tierras bajas de las islas británicas.
La llanura está formada por materiales desechos del paleolítico y una capa de piedras depositadas durante el deshielo, a los albores del Holoceno. Es surcada por importantes ríos como el Loira, el Rin y el Vístula, al oeste; el Dvina Septentrional y el Daugava, que fluyen hacia el norte en Europa occidental y Rusia; el Volga, el Don y el Dniéper, cuyo curso va hacia el sur, hacia los mares Caspio y Negro en Rusia occidental.
En la mayor parte de la llanura domina el Bosque templado de frondosas, mientras que su parte más oriental se extiende en forma de estepa en la ecorregión de la estepa euroasiática.

## Geografía
La gran llanura europea se extiende desde los Pirineos y la costa francesa del golfo de Vizcaya en el oeste hasta los montes Urales de Rusia en el este. Sus costas son bañadas en el oeste y el noroeste por las aguas de la cuenca del Atlántico, al noreste la cuenca del Ártico, y al sureste la cuenca del Mediterráneo. El tramo occidental es algo más estrecho debido a las formaciones montañosas del Macizo Central y las mesetas de Europa Central, elevando en gran altura hacia las cumbres de los Alpes y los Cárpatos. Hacia el noroeste a través del Canal de la Mancha se incluyen las islas británicas como una estribación de esta llanura, también se considera parte de ésta a la península de Jutlandia mientras que la península escandinava, formaría parte de la ecorregión Fennoscandia.
Desde el golfo de Finlandia al norte de Polonia se encuentra una pequeña parte de la llanura europea oriental. En Estonia, esta llanura es, en su mayoría parte, pantanosa y a menudo inundado en la primavera. Numerosos lagos están en este región como el lago Peipus, en la frontera con Rusia. Más al sur, en Letonia, se encuentra el golfo de Riga, poco profundo y aislado parcialmente del resto del Báltico por las islas estonias de Saaremaa y Hiiumaa. El resto del territorio es predominantemente llano, con algunas colinas en el este. El terreno del sur de los países bálticos, en Lituania, se ve acentuada por las tierras altas de Samogitia y la cuenca del Río Niemen. Por último, una parte de la costa de Lituania se encuentra en una estrecha franja de arena grande de 0,4 a 4 km, el istmo de Curlandia.
Al norte de Polonia empieza la llanura nordeuropea que se extiende desde el mar Báltico hasta el mar del Norte (donde hay la laguna de Szczecin, la del Vístula y la laguna de Curlandia) vía Dinamarca. Allí, la llanura del Norte de Europa está separada del sur de Suecia por el estrecho de Oresund. Al sur, la llanura está limitada por las tierras altas y las montañas de Polonia, de República Checa y de Alemania. Su terreno es relativamente llano, atravesado por ríos como el Vístula, el Elba o el Rin. Al oeste, la llanura se extiende por la llanura de Flandes, que a veces se confunde con la llanura del norte de Europa.
Más al oeste, más allá de las colinas de Artois, que es el límite, las llanuras de Flandes se extienden por la cuenca de París incluyendo el norte de Francia, Luxemburgo y el suroeste de Alemania, desde el macizo armoricano a los Vosgos y las Ardenas y el Macizo Central. El terreno es principalmente consistido de llanuras atravesada por ríos como la Sena, que ocupa la vertiente norte de la cuenca de París. Más al sur, parte de la cuenca del Loira también se incluye en la cuenca de París.
Al suroeste de Francia, limitada al norte por el macizo armoricano y la cuenca de París, al oeste por el mar Cantábrico, al este por el macizo central y al sur por los Pirineos, se encuentra la cuenca de Aquitania. Es atravesado por el Garona y el Adur entre los cuales se halla el bosque de las Landas. Este espacio es el límite sudeste de la gran llanura europea.
La principal región fisiográfica de Europa, es de formación más reciente. Hace 40 millones de años aproximadamente, la placa arábiga colisionó con la placa Euroasiática y desencadenó la orogenia alpina. Las fuerzas de compresión elevaron grandes masas de sedimentos, creando cordilleras como los Alpes y los Pirineos. Los frecuentes terremotos indican que los cambios orogénicos siguen activos.

## Biosistema
La llanura europea estaba en gran parte cubierta por bosques templados, antes de los asentamientos humanos y la deforestación resultante que se produjo. Uno de los últimos restos (y el más grande) de este bosque primigenio es el Bosque de Białowieża, ubicado en la frontera entre Bielorrusia y Polonia. También cabe destacar la ecorregión del Bosque mixto balcánico y el Desierto del Ryn.

## Hidrología
Las llanuras son atravesadas por numerosos ríos importantes como el Garona, el Loira, el Rin y Vístula en el oeste, y el Dvina Septentrional y el Daugava que fluyen hacia el norte de Europa del Este y Rusia, y el Volga, el Don y el Dniéper, que fluyen hacia el sur de la Rusia europea. También hay numerosos lagos en esta llanura, sobre todo en Rusia, Estonia y Hungría, destacando el Lago Ladoga, Lago Onega, el Lago Peipus y el Lago Balatón.
Límites marítimos
- Mar Cantábrico
- Canal de la Mancha
- Mar del Norte
- Mar Báltico
- Golfo de Botnia
- Mar Blanco
- Mar de Barents
- Mar Negro
- Mar de Azov
- Mar Caspio